# A Movie
A Movie is een Amerikaanse korte film uit 1958. De film bestaat uit fragmenten van reclame en educatieflimpjes aan elkaar gemonteerd en met het muziekstuk Pini di Roma van Ottorino Respighi eronder gezet.
De film werd in 1994 opgenomen in het National Film Registry.